# Onesia bivittata
Onesia bivittata är en tvåvingeart som först beskrevs av Jaennicke 1867.  Onesia bivittata ingår i släktet Onesia och familjen spyflugor. Inga underarter finns listade i Catalogue of Life.